# باشگاه فوتبال اس جی کیرشهایم
جامعه ورزشی هایدلبرگ-کیرشهایم eV ، که معمولاً با نام SGK هایدلبرگ شناخته می‌شود، یک باشگاه فوتبال آلمانی از ناحیه Kirchheim در شهر هایدلبرگ ، بادن-وورتمبرگ است. بزرگترین موفقیت باشگاه صعود به اوبرلیگا بادن-وورتمبرگ در سه نوبت، در سال های ۱۹۸۴، ۱۹۹۶ و ۱۹۹۸ بوده است. آخرین بار در این سطح در فصل ۰۱–۲۰۰۰۰ بازی کرد.
این باشگاه همچنین در دو نوبت به خاطر قهرمانی در جام شمالی بادن، برای DFB-Pokal ، جام آلمان، واجد شرایط شده است.